# 尚村 (奥恩省)
尚村（法語：Champs，法語發音：[ʃɑ̃] ⓘ）是法国奥恩省的一个旧市镇，位于该省东部，属于莫尔塔涅欧佩什区。2016年1月1日，尚村和相邻的另外9个市镇合并为新市镇图鲁夫尔欧佩什（Tourouvre au Perche）。

## 地理
尚村（48°35'2"N, 0°33'19"E）面积4.91 平方千米，位于法国诺曼底大区奧恩省，该省份为法国西北部内陆省份，北起顺时针与卡爾瓦多斯省、厄尔省、厄尔-卢瓦省、萨尔特省、马耶讷省和芒什省接壤。
与尚村接壤的市镇（或旧市镇、城区）包括：比贝尔特雷、利涅罗勒、圣塞罗娜-莱莫尔塔涅、圣伊莱尔勒沙泰勒。

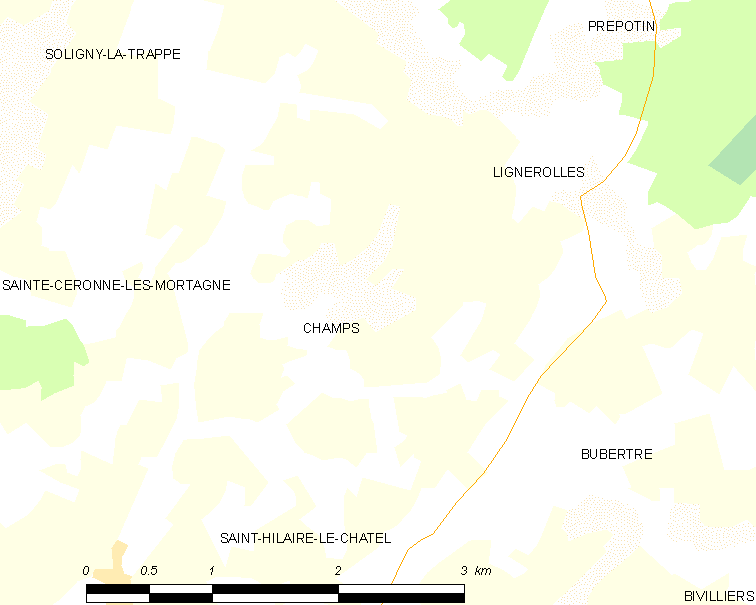
的OSM定位图

尚村的时区为UTC+01:00、UTC+02:00（夏令时）。

## 行政
尚村的邮政编码为61190，INSEE市镇编码为61090。

## 政治
尚村所属的省级选区为图鲁夫尔欧佩什县。

## 人口

1962-2008年间人口变化图示

尚村于2018年1月1日时的人口数量为80人。